# Kirikodogo
Kirikodogo est une commune rurale située dans le département de Boussou de la province du Zondoma dans la région Nord au Burkina Faso.

## Géographie
Kirikodogo se trouve à 15 km au sud-est de Boussou, le chef-lieu du département, à 10 km au sud-est de Tamounouma et à environ 20 km à l'ouest de Yako, chef-lieu du Passoré.

## Santé et éducation
Le centre de soins le plus proche de Kirikodogo est le centre de santé et de promotion sociale (CSPS) de Tamounouma tandis que le centre médical avec antenne chirurgicale se trouve à Yako dans la province voisine du Passoré.
Le collège d'enseignement général (CEG) dont dépend Kirikodogo est celui de Tamounouma (un CEG est cependant en construction depuis 2018 dans le village) alors que le lycée départemental se trouve à Boussou.